# TT34
La tombe thébaine TT 34 est située à el-Assasif, dans la nécropole thébaine, sur la rive ouest du Nil, face à Louxor en Égypte.
C'est la sépulture de Montouemhat, qui était « Quatrième prophète d'Amon », « Maire de Thèbes » et « Gouverneur de la Haute-Égypte » durant les règnes de Taharqa et de Psammétique Ier (XXVIe dynastie).
Montouemhat est le fils d'Esptah, un prophète d'Amon et maire de la ville, et d'Esenkhebi. Ses épouses sont Ouadjerenès (la fille de Har, et petite-fille du roi Piânkhy), Eskhons et Shepetenmout.